# Виргиния против Джона Брауна
Виргиния против Джона Брауна (англ. Virginia v. John Brown) — уголовный процесс, состоявшийся в Чарльз-Тауне в Виргинии, в октябре 1859 года. Аболиционист Джон Браун был быстро привлечен к ответственности за измену Содружеству Виргиния, убийство и подстрекательство к восстанию рабов после его рейда на арсенал в Харперс-Ферри в том же штате (с 1863 года и Чарльз-Таун, и Харперс-Ферри находятся в Западной Виргинии). Он был признан виновным по всем пунктам обвинения, приговорен к смертной казни и казнен через повешение 2 декабря. Браун стал первым человеком, казненным за измену в истории США.

## Ход процесса
После того, как Браун был схвачен после неудачного рейда на Харперс-Ферри, он вместе со своими союзниками был перевезён в Чарльз-Таун, где ему было предъявлено обвинение по трём пунктам: в государственной измене Виргинии, подстрекательстве рабов к восстанию и убийстве. По настоянию губернатора Генри Уайза Браун предстал перед судом штата, а не федеральным. Судья назначил начало процесса на 26 октября. На севере в защиту Брауна поначалу выступили только трансценденталисты. Здание суда было окружено пушками и вооружённой охраной; процесс начался с оглашения обвинительного заключения большого жюри. Большую часть процесса Браун лежал на койке, так как не мог стоять. Он не признал своей вины и безуспешно просил об отсрочке суда. Северные журналисты отмечали фарсовую составляющую судебного процесса: прокурор Чарльз Хардинг был заменён судьей Ричард Паркер после того, как явился в суд пьяным.
Браун отказался от стратегии своих адвокатов, которые хотели сослаться на его невменяемость, чтобы получить более мягкий приговор. Допрос начался с представления свидетелей обвинения, которые рассказали присяжным о событиях 16–18 октября. Наиболее драматичным моментом суда стало выступление одного из ополченцев, Генри Хантера, руководившего захватом и расстрелом Уильяма Томпсона, одного из ближайших друзей Брауна. Он заявил, что не жалеет об этом, так как один из людей Брауна застрелил его дядю. Возмущённый Браун пожаловался, что ему «не было предоставлено ничего, что могло бы сравниться со справедливым судом». После этого назначенные ему адвокаты Боттс и Грин вышли из дела, а оставшийся 21-летний Джордж Хойт из Бостона, изначально отправленный в Виргинию для рассмотрения возможности побега заявил, что не будет продолжать защиту Брауна, так как не знаком с материалами дела и законодательством Виргинии. После этого Паркер объявил однодневный перерыв, чтобы предоставить двум другим адвокатам, Сэмюэлю Чилтону и Хайраму Грисволду прибыть в Чарльз-Таун.
Защита привлекла свидетелей из неожиданных источников, например, из волонтёрской роты Мэриленда (которая участвовала в подавлении рейда) под командованием капитана Симмса. Симмс рассказал о великодушном обращении Брауна с заключёнными, даже несмотря на провокации. Заключительные прения начались 30 октября в переполненном зале суда. Защиту представил Хайрам Грисволд, который утверждал, что ни один человек не может быть виновен в измене, если он не является гражданином штата, против которого была совершена предполагаемая измена (из этого исходило то, что Браун, будучи гражданином Нью-Йорка, не мог совершить измену Виргинии). Грисволд также отвергобвинения в подстрекательстве к восстанию рабов: он настаивал на том, что существует разница между попыткой освободить рабов и подстрекательством их к восстанию и мятежу. По словам адвоката, целью Брауна было освобождение рабов, а не убийство рабовладельцев. Также Грисволд сказал, что смерти случайных граждан были не «убийствами», а последствиями военного сражения.
Прокурор Эндрю Хантер в своём заключительном слове заявил, что Браун прибыл в штат «с целью поджечь наши здания и пролить кровь наших граждан». По его мнению, временная конституция Брауна показывала, что у него были грандиозные планы, что делало его виновным в государственной измене. За сорок минут совещания присяжные приняли решение о виновности Брауна. По словам репортёра, единственным спокойным человеком в здании суда во время оглашения их решения был сам Браун. Приговор был вынесен 2 ноября 1859 года; в тот же день Браун произнёс одну из самых знаменитых судебных речей в истории уголовного права (известную как последняя речь Брауна):
...Если же будет сочтено необходимым, чтобы я пожертвовал своей жизнью ради достижения справедливости и смешал свою кровь с кровью моих детей и кровью миллионов людей в этой рабовладельческой стране, чьи права попираются нечестивыми, жестокими и несправедливыми законами, я говорю: «Да будет так»
Судья Паркер приговорил его к публичному повешению 2 декабря. Действия Брауна во время суда изменили восприятие его рейда как на севере, так и на юге: аболиционисты стали считать Брауна героем, а южане — храбрым, но опасным злодеем. Многие из последних стали связывать его с «чёрными республиканцами» севера и опасались их победы на предстоящих выборах.
Речь Ральфа Уолдо Эмерсона в бостонском Мьюзик-холле в защиту Брауна 8 ноября начала склонять общественное мнение северян в его пользу. Пока Браун ожидал казни в тюрьме Чарльз-Тауна, он сосредоточился на продвижении своих взглядов, давая интервью журналистам и отправляя письма. 2 декабря 1859 года рабочие закончили возведение эшафота, Томас Джексон (в будущем знаменитый генерал Конфедерации по прозвищу «Каменная стена») прибыл в город, чтобы командовать кадетами, охранявшими место казни, а генерал-майор Роберт Ли (тоже будущий военачальник Конфедерации) разместил солдат вдоль рек и на мостах.

## Казнь Брауна
Около 11 часов 2 декабря 1859 года Браун со связанными за спиной руками был выведен из тюремной камеры к фургону. Когда его доставили к месту казни Браун сказал капитану, возглавлявшему команду казни: «Не заставляйте меня ждать понапрасну», но прошло ещё десять минут, прежде чем шериф перерезал топором верёвку, после чего Браун упал и сломал себе позвоночник. Репортёр сообщал, что его тело «дергалось и содрогалось» около пяти минут. Гроб с телом Брауна вернулся в Норт-Эльбу пять дней спустя; 8 декабря 1859 года Браун был похоронен примерно в пятидесяти футах от дома его семьи.